# Sesgo del statu quo
El sesgo del statu quo es un sesgo cognitivo en el cual se tiene una actitud de preferencia por el mantenimiento del estado de cosas actual o anterior, o una preferencia por no emprender ninguna acción para cambiar este estado actual o anterior.
Las preferencias por mantener el statu quo se relacionan a otros tipos de procesos cognitivos no racionales, como el efecto de anclaje, el efecto de mera exposición o aversión a las pérdidas, en el que las pérdidas se ponderan en mayor medida en comparación con las ganancias.

## Evidencias
Se han realizado diversos estudios y experimentos sobre la presencia del sesgo del statu quo en muchos campos.Un estudio encontró que los rechazos erróneos del statu quo tienen un mayor impacto neuronal que las aceptaciones erróneas del statu quo. Esta asimetría en la génesis del arrepentimiento podría impulsar el sesgo del statu quo en decisiones posteriores.
Una investigación realizada por científicos de la University College London que examinó las vías neuronales involucradas en el sesgo de statu quo en el cerebro humano, descubrió que cuanto más difícil es la decisión que enfrentamos, más probabilidades hay de que no actuemos.
La prueba de reversión es un test desarrollado para detectar y eliminar el sesgo del statu quo, en él se realizan una serie de pruebas que consisten en analizar propuestas para cambiar un determinado parámetro. Si la persona sometida al test considera negativo el cambio, se le sugiere que considere un cambio en la dirección opuesta, si nuevamente lo considera negativo debe explicar por qué no puede mejorarse mediante cambios en este parámetro. Si no puede hacerlo, entonces se sospecha que pueden tener un sesgo de statu quo.

## Explicación
El sesgo del statu quo puede explicarse en función a procesos racionales como la falta de información, el costo mental del proceso de toma de decisiones, entre otros.Por otra parte, el mantenimiento irracional del sesgo del statu quo está asociado a la presencia de otros muchos sesgos cognitivos.
De forma racional, en casos concretos, seguir el statu quo puede ser considerando como una heurística, un procedimiento cognitivo que facilita entender un problema y solucionarlo, volviendo a aplicar el mismo proceso al enfrentarse nuevamente a un problema similar.
En diversas situaciones mantener el statu quo como una heurística general probablemente sea favorable ante alternativas que no mejoran el estado actual. Sin embargo, con el tiempo y la aparición de alternativas diferentes que posiblemente sean mejores, se podría caer en el sesgo del statu quo al dar preferencia por soluciones que funcionaron en el pasado.
En algunos de estos estudios se ha atribuido la presencia del sesgo a una combinación de aversión a las pérdidas y efecto dotación, dos conceptos claves en la teoría prospectiva.Una persona sopesa las pérdidas potenciales de cambiar del statu quo más que las ganancias potenciales, esto se debe a que la función de valor de la teoría prospectiva es más pronunciada en el dominio de pérdidas. Por lo que las personas tienden a oponerse al cambio a menos que los beneficios superen los riesgos.
Sin embargo, en otros estudios el sesgo del statu quo se mantiene incluso en ausencia de un marco de ganancia y pérdida. Algunos individuos pueden preferir arbitrariamente mantener el statu quo, teniendo como causas potenciales evitar el arrepentimiento, los costos de transacción y el compromiso psicológico.

### Aversión a las perdidas
La aversión a las pérdidas probablemente influye en mantener el sesgo, ya que un cambio del statu quo implica tanto ganancias como pérdidas, y muchas personas le dan un mayor peso a evitar perdidas que las posibles ganancias tras un cambio. Tras una situación de cambio se puede experimentar arrepentimiento por la decisión que lo produjo. Además, aunque mantener el statu quo puede implicar perder ciertas consecuencias positivas, psicológicamente estas tienen un menor peso que las posibles pérdidas tras el cambio.
Sin embargo, algunos autores han cuestionado que la aversión a las pérdidas incida en el sesgo del statu quo. Debido a que se tiende a confundir la aversión a las pérdidas como una tendencia hacia la inercia, evitar intervenir en un asunto. La inercia no necesariamente es entendida como un sesgo, sino que podría ser un comportamiento perfectamente racional derivado de los costos de transacción o la falta de incentivos para intervenir debido a preferencias difusas.

### Efecto de anclaje
El efecto de anclaje se considera un sesgo en el que las personas le dan mayor peso a la primera información que se recibe al tomar una decisión. En muchas ocasiones la primera información disponible está asociada al statu quo, por lo que esta se convierte en un anclaje en el cual las personas se basan al momento de tomar una decisión.

### Efecto de mera exposición
El efecto de mera exposición puede contribuir al mantenimiento del sesgo del statu quo. Un estado existente al que se es expuesto de forma repetida a lo largo del tiempo será percibido como preferible y se evitarían acciones para producir un posible cambio hacia un estado inexistente en ese momento.

### Limitaciones cognitivas
Por su parte, las limitaciones cognitivas se basan en el costo cognitivo de la elección, en donde las decisiones son más susceptibles de posponerse a medida que se añaden más alternativas al conjunto de opciones. A medida que se tienen más opciones se da una preferencia por mantener las alternativas del statu quo, ya que se considera la más fácil y que requiere un menor esfuerzo mental y costo cognitivo.

### Limitaciones informativas
Las limitaciones informativas apelan a que los resultados de las decisiones rara vez son seguros, como tampoco lo es la utilidad que pueden aportar. Debido a que algunos errores son más costosos que otros, apegarse a lo que funcionó en el pasado es una opción segura, siempre y cuando las decisiones anteriores sean suficientemente buenas.

### Sesgo de existencia
En el sesgo de la existencia se presupone que lo que existe es bueno y deseable, por lo cual muchas personas asumen que una situación actual es preferible a un cambio.

### Sesgo de omisión
El sesgo de omisión según algunos estudios, contribuye a mantener sesgo del statu quo. Algunas personas pueden preferir la inacción, al provocar un resultado perjudicial producto de una omisión que un resultado menos perjudicial debido a una acción. Las personas evitarán tomar decisiones porque no están dispuestos a tomar preferencia entre cualquiera de las opciones disponibles que se le ofrecen, permitiendo así la reducción del número de decisiones en las que la comparación y el peso de la utilidad son inevitables.

### Sociedad
El contexto social donde se desarrolla el individuo tiene un peso importante en el proceso de toma de decisiones, dentro de este contexto las tradiciones, cultura, conformismo y hábitos pueden incidir en seguir la tradición y mantener statu quo.Según autores, este mantenimiento de la tradición puede generar situaciones en las que la sociedad y los individuos que la integran se resistan al cambio, prefiriendo mantener la situación actual, incluso si existen posibles mejoras a la misma.

## Consecuencias
De acuerdo a varios estudios, el sesgo del statu quo influye en decisiones importantes de la vida real, se ha descubierto que ocupa un lugar destacado en la toma de decisiones en diversos campos.

### Economía
El sesgo del statu quo tiene un impacto significativo en la investigación económica y la creación de políticas. El sesgo del statu quo hace que los consumidores prefieran la opción predeterminada en comparación con las opciones alternativas. Esto da como resultado que la opción del statu quo proporcione menos incertidumbre y una mayor utilidad esperada para quienes toman decisiones con aversión al riesgo.
El sesgo del statu quo se ve agravado por la teoría de la aversión a las pérdidas, según la cual los consumidores consideran que las desventajas son mayores que las ventajas cuando toman decisiones fuera del punto de preferencia. Por lo tanto, perciben el efecto negativo de una pérdida como más relevante y permanecerán en el statu quo.
La teoría de la elección racional sustenta muchas decisiones económicas al definir un conjunto de reglas para el comportamiento del consumidor. Sin embargo, algunos consumidores pueden elegir el statu quo que va en contra de la teoría de la elección racional, reduciendo su utilidad. Por lo tanto, el sesgo del statu quo tiene implicaciones sustanciales en la teoría económica.

### Educación
Dado que los planes de estudios educativos los elaboran los gobiernos y los imparten personas con sus propios pensamientos y sentimientos políticos, el contenido impartido puede verse afectado inadvertidamente por sesgos.
Cuando los gobiernos implementan ciertas políticas, se convierten en el statu quo y luego se presentan como tales a los niños en el sistema educativo. Ya sea por medios intencionales o no, al aprender sobre un tema, los educadores pueden favorecer el statu quo. Es posible que simplemente no conozcan el alcance total de los argumentos contra el statu quo o que no puedan presentar una explicación imparcial de cada lado debido a sus prejuicios personales.

### Ética
Las personas en ocasiones de forma irracional pueden actuar para mantener el statu quo, lo que los lleva a tomar las opciones «por defecto» sin analizarlas a fondo. Estas opciones son elaboradas por políticos, empresarios y otros, sobre lo que ellos consideran debe ser la opción predeterminada, lo que provoca un trasfondo ético y moral.
El pensamiento y la toma de decisiones está influenciado por muchos factores, entre ellos los sesgos cognitivos, por medio del conocimiento de la existencia de estos sesgos se puede direccionar a los individuos hacia un camino sin hacerlo de forma explícita, ya que ellos tomaran la decisión de manera inconsciente.
En algunos supermercados se suele colocar en lugares estratégicos ciertos productos y marcas para incitar su consumo predeterminado. Mientras que algunos software, aplicaciones y redes sociales vienen configuradas con opciones preestablecidas para el envío de publicidad y compartir información personal. Bajo la influencia del sesgo del statu quo se preferirá mantener y aceptar estas opciones preestablecidas.

### Política
En la política este sesgo tiende a obstaculizar los movimientos progresistas y de cambio, independientemente del tipo de sociedad. Al parecer, la preferencia por el statu quo representa un componente central de la ideología conservadora en sociedades donde el poder del gobierno es limitado y existen leyes que restringen las acciones de los individuos. Por el contrario, en las sociedades liberales, los movimientos para imponer restricciones a individuos o gobiernos encuentran una oposición generalizada por parte de quienes favorecen el statu quo.